# Byskoven (Hadsten)
Hadsten Skov eller blot Byskoven er et skovområde på 6,5 ha. i midten af Hadsten, der er bevokset af gamle løvtræer, og fremstår til dels som egentlig skov og til dels park. Der er offentlig adgang til området fra Ellemosevej og Skovvej. Området er ejet af Favrskov Kommune.
Området ligger mellem Campus Hadsten og bymidten, og består hovedsageligt af 150-200 år gamle bøgetræer.

## Historie
I 1938 anmodede det daværende sogneråd i Galten-Vissing Kommune Fredningsnævnet i Randers Amt om, at et dengang privatejet skovområde umildbart nord for den voksende Hadsten Stationsby måtte fredes. Sognerådets begrundelse lød:
| „ | Hadsten Stationsby er i høj grad en skoleby, der findes både højskole, håndværkerskole og husholdningsskole. Byen besøges derfor af mange unge mennesker, og til dels også deres pårørende fra hele landet, - det vil alene af den grund være indlysende, hvor stor betydning det har at bevare de smukke partier, der findes i byens nærmeste omgivelser. | “ |
|   | — Sognerådet i Galten-Vissing Kommune |   |

Fredningsnævnet afsagde sin kendelse den 5. november 1938, der fredede området på baggrund af sognerådets begrundelse. Fredningen blev anket til overfredningsnævnet, som den 5. juli 1939 tog besigtelse af arealet, og forhandlede med områdets interessenter. Overfredningsnævnet stadfæstende kendelsen på betingelse af, at sognerådet købte et areal, der skulle danne adgangsvej til området. Sognerådet erhvervede hele arealet den 8. februar 1940.. 
I 1991 vedtog byrådet i Hadsten Kommune at udstykke de sydlige dele af skoven, heriblandt skovens eneste lysning, til etagebebyggelse. Lokalplanområdet omfattede ca. 1 ha. Senere samme år indgav byrådet fredningssag med henblik på at ændre fredningen, sådan at 4350 m2 udgik af fredningen. Samtidig foreslog byrådet, som erstatning, at udvidet fredningen mod nord med 6780 m2.
Fredningsnævnet i det daværende Århus Amt nægtede at ændre fredningen, hvilket fik Hadsten Kommune til at indbringe sagen for Naturklagenævnet (NKN), men begrundelsen at "ændringsforslaget ville bevare de bynære skovpartier, som den oprindelige fredning havde til formål." Ydermere påpegede kommunen at området ikke var en egentlig skovbevoksning, men en lysning. Amtsrådet gav kommunen støtte i sagen, mens Skov- og Naturstyrelsen samt Danmarks Naturfredningsforening protesterede mod planerne. 
Naturklagenævnet stadfæstende afgørelsen fra fredningsnævnet, med en henvisning til den oprindelige afgørelse fra 1939:
| „ | Overfredningsnævnet har tidligere tilkendegivet, at der skal foreligge tungtvejende samfundsmæssige grunde, for at en gældende fredning kan tillades ændret i strid med det oprindelige fredningsformål. NKN kan tilslutte sig denne opfattelse. | “ |
|   | — Afgørelse fra Naturklagenævnet. feb. 1994 |   |

HadstenSpejderne, gruppe under Det Danske Spejderkorps, opførte i 1967 en spejderhytte i den nordvestlige del af skoven.